# Santiago de Ribarteme
Santiago de Ribarteme es una parroquia española del municipio de Las Nieves, perteneciente a la provincia de Pontevedra, en la comunidad autónoma de Galicia.

## Historia
Hacia mediados del siglo XIX, el lugar, ya por entonces perteneciente a Setados, tenía contabilizada una población de 464 habitantes. Aparece descrito en el decimotercer volumen del Diccionario geográfico-estadístico-histórico de España y sus posesiones de Ultramar de Pascual Madoz con las siguientes palabras:

RIBARTEME (Santiago): felig. en la prov. de Pontevedra (6 1/2 leg.), part, jud. de Puenteareas (1 1/2), dióc. de Tuy (3 1/2). sit. á la falda meridional del monte de San Mamed, con libre ventilacion; clima templado y sano. Tiene 116 casas en los l. de Bouzas, Camberes, Chan, Pedras, Rochino, Senra y Vilar. La igl. parr. (Santiago), se halla servida por un cura de primer ascenso y patronato laical. Confina N. San José de Ribarteme; E. San Cipriano de Ribarteme; S. Tortoreos, y O. Rubios. El terreno es fragoso y quebrado; le baña un riach. que baja del referido monte y se dirige á desaguar en el Miño. prod.: maiz, centeno, patatas y vino: hay ganado vacuno y lanar; caza de perdices, liebres y conejos, y alguna pesca de anguilas y truchas. ind.: la agrícola, molinos harineros y telares de lienzos y ropas de lana del pais. pobl.: 116 vec., 464 alm. contr.: con su ayunt. (V.).
(Madoz, 1849, p. 458)

En 2022, tenía empadronados 184 habitantes.